# شرير مضاد
الشرير المضاد (بالإنكليزية: Anti-villain) عامل رئيسي أو مضاد يتورط في أفعال شريرة لتحقيق أهداف بطولية، والعكس أيضاً صحيح. غالباً ما يرى الأشرار المضادون أنفسهم كأبطال ساقطين، أو ضحايا لنظام غير عادل لتبرير أفعالهم. وكالبطل المضاد، فإن الشرير المضاد يعتبر أحياناً ذا طبيعة أخلاقية محايدة، ويسلك طبقاً لما تحدده بوصلته الأخلاقية الخاصة. وكلاهما سيعمل في جانب «الخير» أو «الشر» اعتماداً على الوضع، أو العائد، لكنهم غالباً ما يعملون ضد الأبطال. والفرق بين البطل المضاد والشرير المضاد يكمن في ناتج مميزاتهما البطولية، حيث يصنف الشرير المضاد بشكل مطلق كشرير، ويصنف البطل المضاد كبطل. أحياناً، يتداخل الأشرار المضادون مع الأبطال المضادين إلى نقطة يصبح معها التفريق بينهما صعباً أو مستحيلاً. وبشكل عام، فإن الشرير المضاد يصنف كشرير أو بطل طبقاً لالتباسه الأخلاقي.
يعتبر الدافع عامل تفريق ممكن بين الشرير المضاد والبطل المضاد، ففي حين يقاتل البطل المضاد في جانب العامل الرئيسي ويساعد في إنقاذ العالم، فإن دوافعه ومواقفه يمكن أن تعتبر أكثر أنانية وأقل ميلاً للإيثار من الأبطال الآخرين. ويمكن للشرير المضاد، في الجهة المعاكسة، أن يتورط في أفعال شريرة، لكنه يؤمن في أعماقه بأنه يقاتل لأجل قضية صحيحة وعادلة. ويمكن تمييز الأشرار المضادين مقارنة بالأشرار الآخرين، فأفعالهم عادة ما تكون أكثر نبلاً وسماحة ورحمة، وأحياناً بطولية رغم كونهم عوامل مضادة.

## أمثلة على الأشرار المضادين
- توني مونتانا من الوجه ذو الندبة
- المفتش جافيير من البؤساء